# 滋賀県道・三重県道132号甲南阿山線
滋賀県道・三重県道132号甲南阿山線（しがけんどう・みえけんどう132ごう こうなんあやません）は、滋賀県甲賀市から三重県伊賀市に至る一般県道である。

## 概要
滋賀県甲賀市甲南町杉谷から三重県伊賀市槙山に至る。かつては滋賀県道132号・三重県道416号甲南上野線だった。
滋賀県側は杉谷川に沿って走る。
途中、新名神高速道路の杉谷川橋と立体交差し、進むと辺りに集落が広がる。集落を抜けて走ると2車線が1車線になり、この地点で林道つめた谷線と交差する。進むとまた集落が広がり1車線のまま山の中をしばらく走る。途中に岩尾池があり甲南岩尾キャンプ場がある。キャンプ場通過後さらに走ると県境があり、しばらくすると槇山の集落にたどりつく。

### 路線データ
- 起点：滋賀県甲賀市甲南町杉谷（滋賀県道・三重県道49号甲南阿山伊賀線交点）
- 終点：三重県伊賀市槙山（滋賀県道・三重県道49号甲南阿山伊賀線交点）
- 総延長：9.2 km

## 路線状況

### 重複区間
- 滋賀県道337号柑子塩野線（滋賀県甲賀市甲南町杉谷・杉谷南交差点 - 甲賀市甲南町杉谷）

## 地理

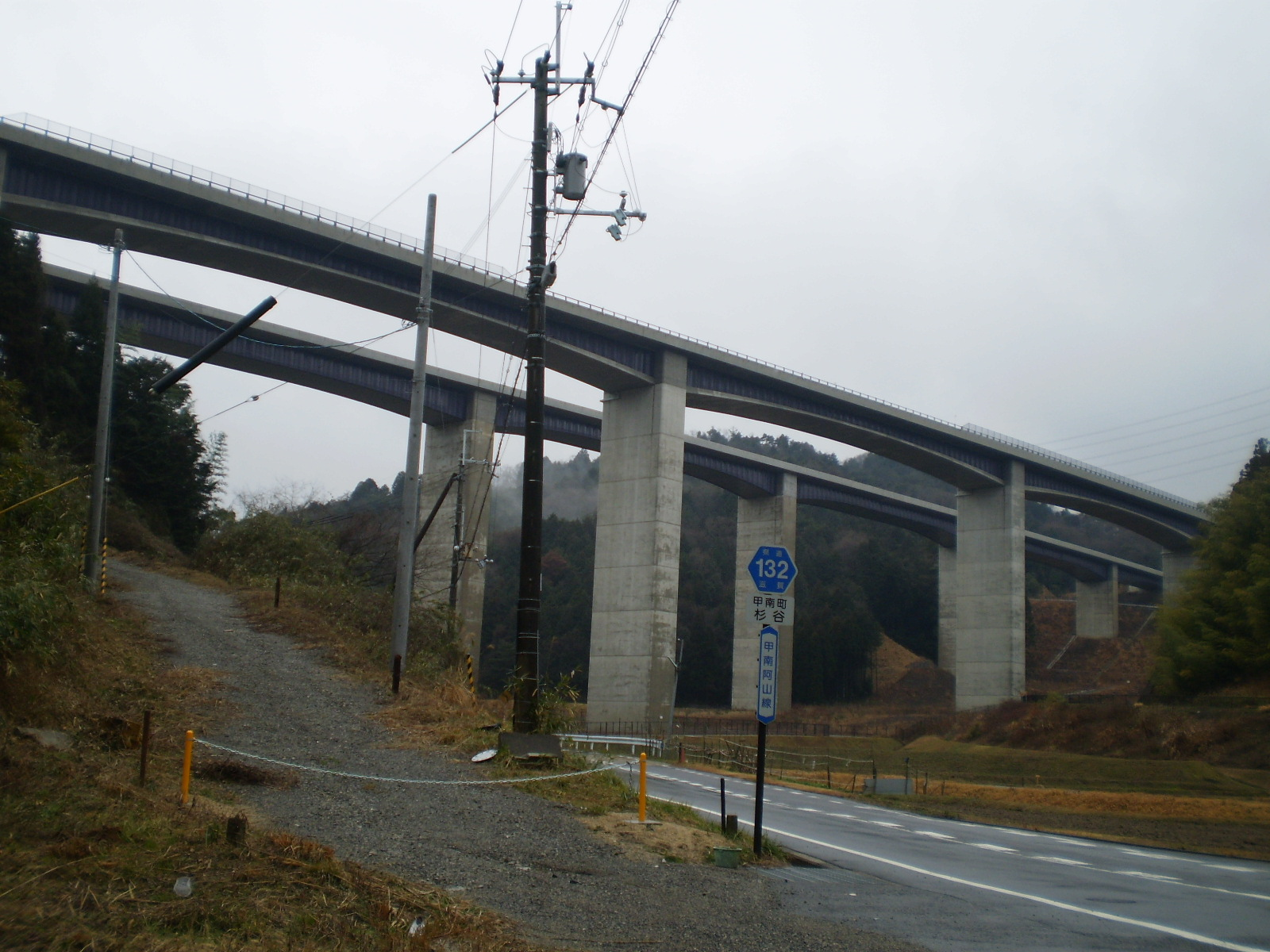
甲賀市甲南町杉谷付近。上部に見える橋梁は新名神高速道路。

### 通過する自治体
- 滋賀県
  - 甲賀市
- 三重県
  - 伊賀市

### 交差する道路
| 交差する道路                                      | 都道府県名 | 市町村名 | 交差する場所 | 交差する場所 |
| ------------------------------------------------- | ---------- | -------- | ------------ | ------------ |
| 滋賀県道・三重県道49号甲南阿山伊賀線              | 滋賀県     | 甲賀市   | 甲南町杉谷   | 起点         |
| 滋賀県道337号柑子塩野線 重複区間起点 甲賀広域農道 | 滋賀県     | 甲賀市   | 甲南町杉谷   | 杉谷南交差点 |
| 滋賀県道337号柑子塩野線 重複区間終点              | 滋賀県     | 甲賀市   | 甲南町杉谷   |              |
| 甲賀市道下磯尾新田線                              | 滋賀県     | 甲賀市   | 甲南町杉谷   |              |
| 滋賀県道・三重県道49号甲南阿山伊賀線              | 三重県     | 伊賀市   | 槙山         | 終点         |

### 沿線
- 甲賀警察署 杉谷警察官駐在所
- 甲賀市立甲南第二小学校
- 勢田寺
- 大元神社
- 松安寺
- 岩尾池
- 甲南岩尾キャンプ場
- 大沢池
- 岩尾山息障寺